# Краснофарфорний
Краснофарфорний (рос. Краснофарфорный) — селище в Чудовському районі Новгородської області Російської Федерації.
Населення становить 1329 осіб. Входить до складу муніципального утворення Грузинське сільське поселення.

## Історія
Від 2004 року входить до складу муніципального утворення Грузинське сільське поселення.

## Населення
| 1959 | 1970  | 1979  | 1989  | 2002  | 2010  |
| ---- | ----- | ----- | ----- | ----- | ----- |
| 2313 | ↘2257 | ↘2153 | ↘2033 | ↘1651 | ↘1329 |